# Tasiocera (Dasymolophilus) brevicornis
Tasiocera (Dasymolophilus) brevicornis is een tweevleugelige uit de familie steltmuggen (Limoniidae). De soort komt voor in het Neotropisch gebied.